# Hierophis
Hierophis – rodzaj węży z podrodziny Colubrinae w rodzinie połozowatych (Colubridae).

## Zasięg występowania
Rodzaj obejmuje gatunki występujące w Hiszpanii, Andorze, Francji, Szwajcarii, Słowenii, Chorwacji, Bośni i Hercegowinie, Czarnogórze, we Włoszech, Albanii, Grecji, na Malcie i Cyprze.

## Systematyka

### Etymologia
Hierophis: gr. ἱερος hieros „poświęcony, nadprzyrodzony”; οφις ophis, οφεως opheōs „wąż”.

### Podział systematyczny
Do rodzaju należą następujące gatunki:
- Hierophis cypriensis (Schätti, 1985)
- Hierophis gemonensis (Laurenti, 1768)
- Hierophis viridiflavus (Lacépède, 1789)